# بورجو فالسوجانا
بورجو فالسوجانا (بالإيطالية: Borgo Valsugana)‏ هي بلدية إيطالية، في إيطاليا، تقع في ترينتينو، هي عاصمة Valsugana e Tesino ‏، بلغ عدد سكانها 6,927  نسمة وذلك حسب إحصائيات سنة 2017، عاصمتها Borgo Valsugana ‏، تبلغ مساحتها 52.37 كم²، رمزها البريدي هو 38051.

## الموقع
تشترك في الحدود مع:
- أسياغو
- Ronchi Valsugana [الإنجليزية]‏
- Telve [الإنجليزية]‏
- Telve di Sopra [الإنجليزية]‏
- Roncegno Terme [الإنجليزية]‏
- Levico Terme [الإنجليزية]‏
- Novaledo [الإنجليزية]‏
- Castelnuovo, Trentino [الإنجليزية]‏
- Torcegno [الإنجليزية]‏

## مدن توأم
المدن التوأم:
بلودنز